# 浦項慶州機場
浦項機場（：／ Pohang Gonghang */?）是一座位於大韓民國浦項市的對外交通機場，也是大韓民國海軍、駐韓美國海軍陸戰隊航空兵的飛行場。

## 歷史
1970年2月：機場設立。

1970年3月：大韓航空 首爾-金浦線開辦。

1992年4月：韓亞航空 首爾-金浦線開辦。

1999年：機場擴建施工開始。

2002年6月：新旅客航廈完工。

2004年12月：因缺乏旅運需求，韓亞航空 濟州線停辦。

2009年7月31日：韓亞航空 濟州線復辦。

2012年5月24日：國際航班首航（中國東方航空 大連線包機）。

2014年7月1日～2016年4月25日：因場內大型跑道重鋪而停飛所有航線。

2016年5月3日：大韓航空 首爾-金浦線復辦。

2018年2月7日：浦項航空 首爾-金浦線、濟州線開辦。

2018年12月1日：浦項航空 首爾-金浦線停辦。

2018年12月10日：浦項航空 濟州線停辦。

## 航空公司與航點

### 現今航點
| 航空公司     | 目的地          |
| ------------ | --------------- |
| 真航空（LJ） | 首爾/金浦、濟州 |

### 歷史航點
- 大韓航空：首爾/金浦
- 韓亞航空：首爾/金浦、濟州
- 浦項航空：首爾/金浦、濟州

## 外部連結
- 浦項機場 （页面存档备份，存于）（英文）